# Hydrogeologi
Hydrogeologin är den del av geologin som studerar grundvattnet, dess förekomst, egenskaper och rörelse.